# Operação Assaf
Operação Assaf (em hebraico:  מִבְצָע אָסָף   , Mivtza Asaf) foi uma operação das Forças de Defesa de Israel (FDI) contra o Exército Egípcio entre 5 e 7 de dezembro de 1948, durante a Guerra Árabe-Israelense de 1948. O objetivo da operação bem-sucedida era assumir o controle do deserto do Negev ocidental. Foi uma operação pequena, executada entre duas operações maiores naquele teatro, a Operação Yoav e a Operação Horev.

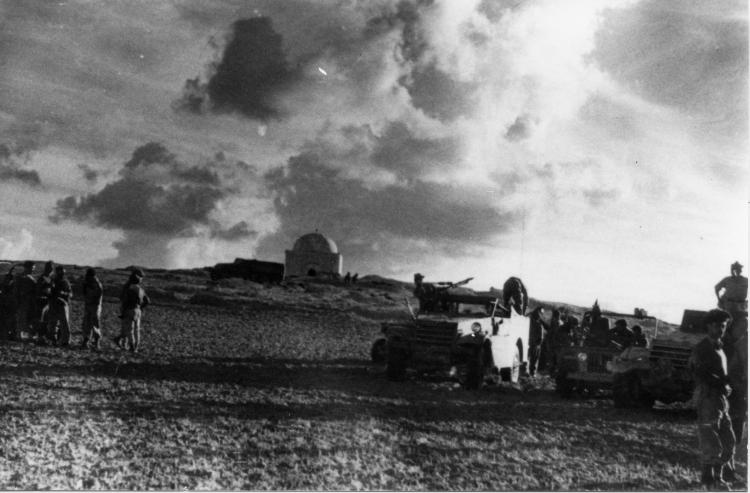
Sheikh Nuran após sua ocupação pelo exército israelense durante a Operação Assaf, dezembro de 1948.

## Antecedentes

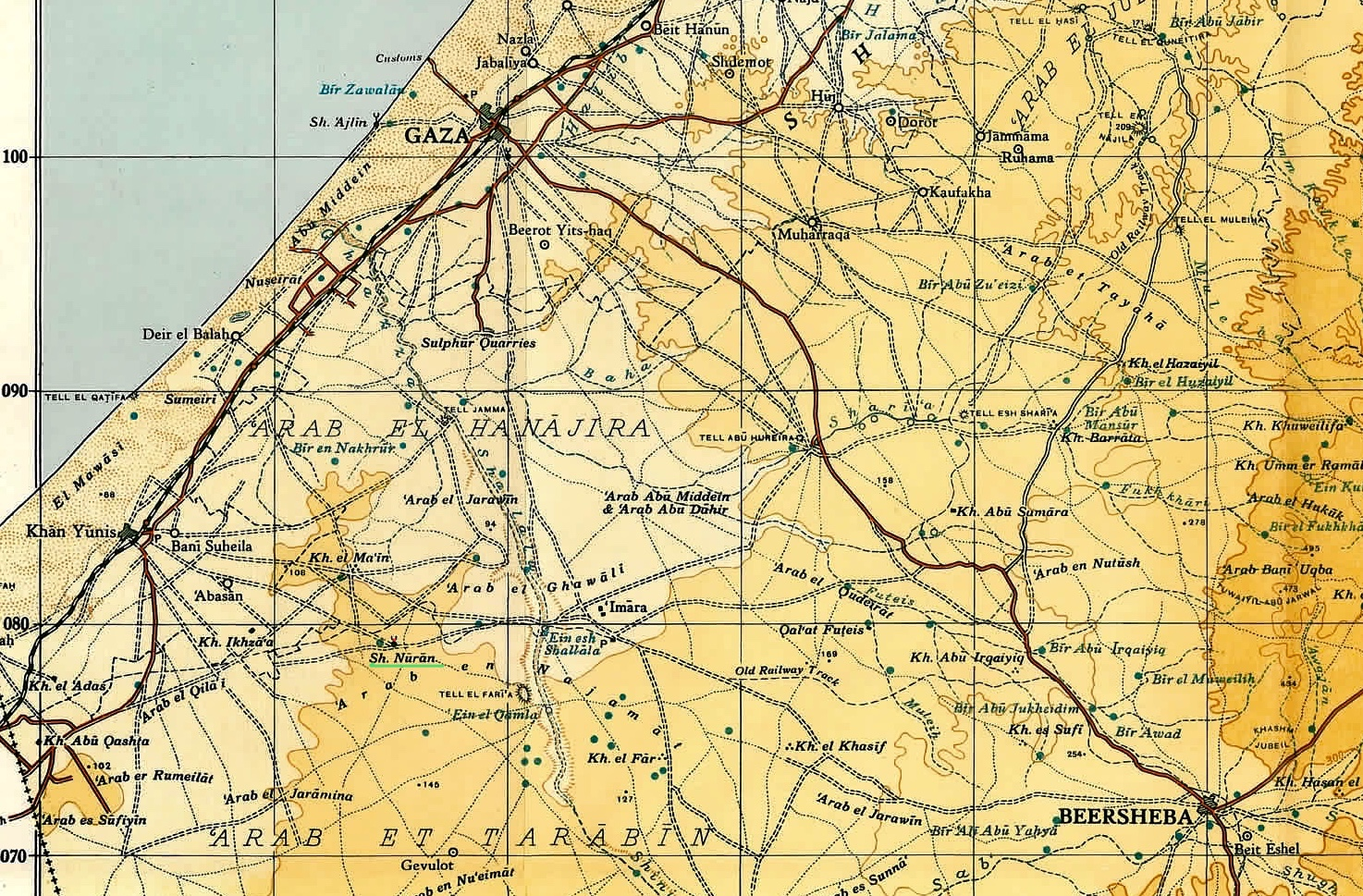
Sheikh Nuran, 1945.

Após a Operação Yoav, o Exército Egípcio tentou estabilizar uma linha defensiva entre seus dois braços de território controlado no Negev, ao longo da estrada Beer Sheva - Gaza. Com os esforços internacionais de paz se intensificando, ambos os lados sentiram que a guerra estava chegando ao fim, e uma linha defensiva tão forte ajudaria o Egito a reivindicar a maior parte do oeste e sul do Negev, o qual incluía alguns assentamentos israelenses.
Israel desejava desconectar os dois braços egípcios antes que pudesse construir e guarnecer poderosas fortificações ao longo da nova linha de defesa. Assim, a Operação Assaf foi planejada e executada a partir de 5 de dezembro, apenas duas semanas após o término da Operação Yoav. A fim de surpreender os defensores, as unidades das FDI foram transportadas através do recém-capturado Beer Sheva para o flanco sul (retaguarda) do Exército Egípcio e atacaram em direção ao norte (os egípcios esperavam ataques do norte e do leste).

## Forças participantes
A operação foi realizada principalmente com as forças de infantaria do Batalhão Gideão da Brigada Golani, para quem esta foi a primeira operação no sul de Israel ou em terreno plano desértico (a Golani estava normalmente estacionado na região exuberante e montanhosa da Alta Galiléia, perto das Colinas de Golã pelo qual é nomeada). Além disso, o batalhão de assalto e vários veículos blindados do batalhão blindado, ambos da 8ª Brigada Blindada, participaram do combate. Algumas baterias de artilharia e morteiros os ajudaram.
Os principais ataques foram realizados pelas forças mecanizadas, enquanto a infantaria da Golani veio na segunda onda para limpar e defender as posições recém-capturadas.

## Fases operacionais
A Fase 1, correu conforme o planejado, com as forças das FDI capturando três importantes posições egípcias sem grandes combates ou baixas, no primeiro dia da operação (5 de dezembro de 1948).
A Fase 2, realizada no dia seguinte (6 de dezembro de 1948), conquistou mais uma importante posição, completando assim todos os objetivos da operação. No entanto, os israelenses encontraram resistência mais forte em outra posição (que não foi capturada) e foram forçados a interromper seu avanço quando atingiram um campo minado em outro local.
No mesmo dia, os egípcios contra-atacaram as posições capturadas de suas posições principais no oeste, com um batalhão de infantaria, uma companhia de tanques e alguma artilharia precisa. O ataque chegou muito perto de quebrar os defensores israelenses, mas foi interrompido ao anoitecer. Dados posteriores indicaram que esta foi a primeira ação de combate do batalhão de tanques egípcio, depois de ter chegado do Egito apenas duas semanas antes. Ele havia perdido 5 de seus 12 tanques atacantes naquele dia (número de baixas desconhecido); cinco israelenses foram mortos no contra-ataque e 28 ficaram feridos.
Os egípcios fizeram os preparativos para continuar o contra-ataque na tarde do dia seguinte (7 de dezembro). No entanto, o reconhecimento da Força Aérea Israelense revelou os preparativos egípcios pela manhã. O batalhão de assalto israelense foi enviado para o flanco norte (esquerdo) egípcio e tomou de assalto suas forças em direção ao sul, depois perseguiu os egípcios em retirada para o oeste, eventualmente parando diante de fortes posições egípcias antitanque. Foi relatado que cem soldados egípcios foram deixados mortos na sequência do ataque; os israelenses tiveram 2 feridos e nenhum morto.

Durante a semana seguinte, as forças israelenses limparam os campos minados da área, cavaram fortificações defensivas e assediaram as forças egípcias próximas, antes de serem retiradas da região em preparativos para a Operação Horev.

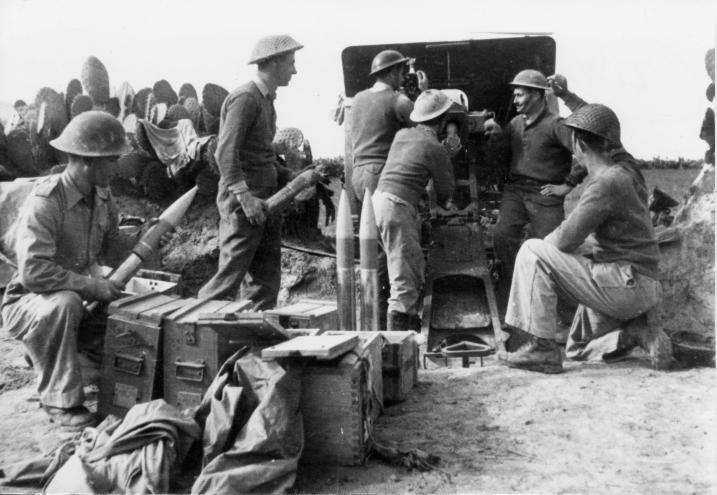
Artilharia do exército israelense em ação durante a Operação Assaf.
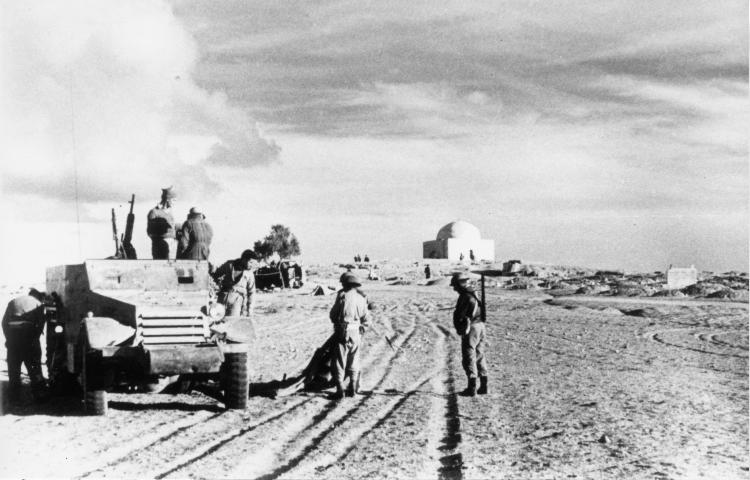
Sheikh Nuran ao fundo durante a Operação Assaf.
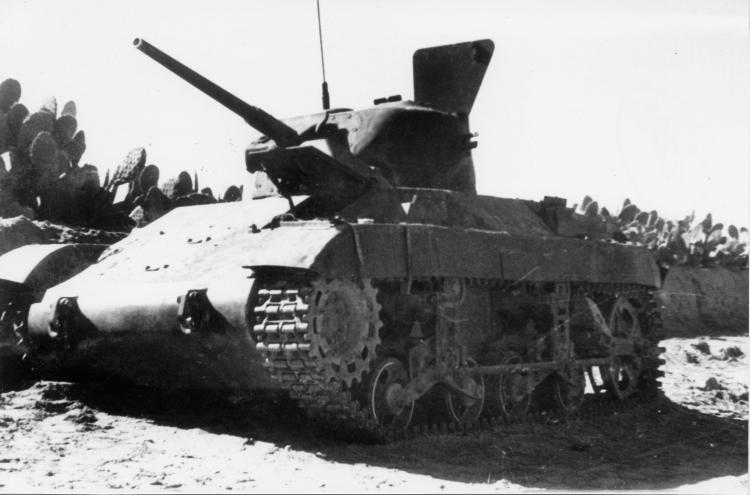
Tanque egípcio danificado M22 Locust durante a Operação Assaf.